# Jesús Mancha
Jesús Andrés Mancha Cadenas, (Almendralejo, Badajoz, 30 de noviembre de 1941-Cádiz, 5 de mayo de 2023), fue un político español del Partido Popular.

## Biografía
Nacido en la localidad pacense de Almendralejo, tras licenciarse en Derecho, ejerció profesionalmente como secretario judicial. 
Comenzó su carrera política como diputado del Parlamento Andaluz (1990-2000), llegando a ser Vicepresidente del Parlamento Andaluz (1990-1996), y Senador en la VI Legislatura (1996-2000).
Posteriormente fue diputado por Cádiz en el Congreso de los Diputados (2000-2008), siendo vocal de la Comisión de Defensa; portavoz de la Comisión de Fomento y Vivienda; y vocal de la Comisión de Industria, Turismo y Comercio. 
Estaba casado y tuvo cuatro hijos.